# Ширлі Стобс
Ширлі Стобс (англ. Shirley Stobs, 20 травня 1942) — американська плавчиня.
Олімпійська чемпіонка 1960 року.
Переможниця Панамериканських ігор 1959 року.